# 武公 (宋)
武公（ぶこう、? - 紀元前748年）は、春秋時代の宋の君主（在位前766年 - 前748年）。姓は子、名は司空。戴公の子。戴公の後をうけて宋国の君主となった。
在位中に鄋瞞（長狄の一支族の国）軍の侵入を受け、兄弟である司徒の皇父充石に軍を率いて迎撃させた。耏班が皇父充石の兵車を御し、公子穀甥が車右をつとめた。司寇の牛父が駟乗となった。宋軍は長丘で鄋瞞軍を破り、鄋瞞の縁斯を捕らえた。皇父充石とその二人の子はこのとき戦死した。武公は耏班に城門の関税徴収権を賞与したので、その門は耏門と呼ばれた。
武公の公女は、魯の恵公の夫人となり、桓公を生んだ。